# Золотой Родник
Золото́й Родни́к — деревня в Асекеевском районе Оренбургской области. Входит в состав Лекаревского сельсовета.

## География
Деревня находится на расстоянии примерно 19 км к юго-западу от села Асекеево, административного центра района. В 0,3 км к северу от села находится родник, давший название селу.

## Население
| 2010 |
| ---- |
| 150  |

### Национальный состав
Согласно результатам переписи 2002 года, в национальной структуре населения татары составляли 77 % из 240 чел.